# 秘密結社Q
『秘密結社Q』（ひみつけっしゃきゅう）は、1998年7月30日にライトスタッフから発売されたプレイステーション用のゲームソフトであり、ライトスタッフが最後に開発した作品でもある。
本作は、プレイヤーは悪の秘密結社「秘密結社Q」の一員として、新東京征服のために作戦を遂行する、悪役サイドを主人公としたシミュレーションゲームである。
各話がオープニングから始まり、次回予告とエンディング・関連商品のCMで締め括るテレビ番組と同じフォーマットを踏襲しており、往年の特撮・アニメ作品からのパロディも多く含まれている。また主題歌やナレーションは声優ではなくいずれも開発スタッフによるものである。

## あらすじ
21世紀初頭、かつての東京湾に建設された新東京は、自由と平和に満ち溢れた未来都市であった。しかしその平和の裏で暗躍する謎の組織「秘密結社Q」の姿があった。
時は流れ、2048年。信頼していた仲間に裏切られて逃亡していたテロリスト・西村京介は秘密結社Qに助けられ、幹部の1人として様々な作戦を遂行する。

## 登場人物

### 秘密結社Q
レイジ
本名西村京介。元テロリストであったが、シャドーローズに勧誘され、出会った総統Qに興味を抱き、秘密結社Qの幹部となって作戦部隊の指揮を執る。
シャドーローズ
レイジの秘書。彼を誘い込み、秘密結社Qに連れ込んだ張本人。主にサポートや作戦説明を行う。
M・ガデス
幹部の1人。作戦立案を担当。自信過剰で、他人を信じない。
鍋島博士
遺伝子工学の鬼才で、怪人合成の任務に携わる。ドーム状の頭部から脳が見える。
クリムゾン
総統Q
戦闘員
改造人間。Qと描いた黒いタイツが特徴で、「キュー」としか喋れない。作戦時は徒手空拳を使ったり、機関銃や壷といった様々な装備を身に着けて作戦に参加する。
高速戦闘員
バイクに乗った戦闘員。移動力が高い。
機械戦闘員
機械化された戦闘員。武装が強化されている。
怪人
動物や機械などを合成して誕生させた怪人。

### 正義の味方
天城雷（あまぎ らい）／ライオット
秘密結社Qの野望を阻む正義のヒーロー。「招来」の掛け声で機動刑事ライオットとなる。
モモヴァルス
ピーチレッド
ピーチブルー
ピーチイエロー
モモヴァイン

## 主題歌
- オープニングテーマ『結社の歌』

作詞：堀場瓦 作曲：澤下禎 歌：秘密結社オールスターズ
- エンディングテーマ『孤影』

作詞：堀場瓦 作曲：澤下禎 歌：堀場瓦

## 各話リスト
| 話数     | タイトル                                    | 登場怪人                            |
| -------- | ------------------------------------------- | ----------------------------------- |
| 一       | 初任務!! 最初はやっぱり幼稚園バス!?         | デスパイダー                        |
| 二       | 大好評放映中!? 秘密の洗脳ワイドショー!      | ゴキブリジャガー                    |
| 三       | 囚人大脱走!! 明日に向かって走れ!!           | ガスカンク                          |
| 四       | 廃墟に眠る悪夢!!                            | ゴリル                              |
| 五       | 奪え!! 特甲の秘密兵器!!                     | プテラジェット                      |
| 六       | ライオット死す!? 深紅の戦鬼クリムゾン!!     |                                     |
| 七       | 超兵器アークエネミー!! 新東京破滅への序曲!! | サテライガー                        |
| 八       | 新東京壊滅5秒前!! 復活の蒼き稲妻!!          | サテライガー                        |
| 九       | ライオット誕生秘話!! 女性科学者の孤独な戦い | マーダークラブ                      |
| 十       | 苦悩のアルゴリズム!! コンピュータが暴く真実 | マグネライノ                        |
| 十一     | 鉄爪は俺が引く!! 西村右京暗殺司令!!         | サソリカブト                        |
| 十二     | 最終決戦!! ライオットvsクリムゾン           | ウニアトム                          |
| 十三A    | 正義の勝利!? 秘密結社Qよ永遠に…             | 吸血Zバット 再生怪人軍団 レネゲイド |
| 十三B・C | 栄光か死か!? 秘密結社Q、最後の戦い!!        | 再生怪人軍団                        |

## 関連書籍
- 高橋書店ゲーム攻略本シリーズ 秘密結社Q 公式パーフェクトプログラム- 高橋書店、1998年8月30日、ISBN 4-471-36025-6

## 註
1. 1 2  十二話の行動により分岐する。